# Horizont Sörök
A Horizont Sörök budapesti kisüzemi kézműves sörfőzde. 2014-ben indította egy csapat fiatal.

## Történet
Négy kisüzemi hazai sörfőzde összefogásának eredménye a Főzdepark, amely 2016 nyarán nyitott meg az egykori Fővárosi Serfőző Rt. helyén napjainkban működő ipari parkban. A Horizont egyike a négy kisüzemi kraft sörfőzdének, akik a Főzdeparkban kezdtek dolgozni, és hozzájárultak a kraft sör fogalmának meghatározásához.
2015-ben bronzérmet nyertek két sörükkel az Alltech Craft Brews & Food Fair versenyén, akkor még más néven. Egyik érmes sörüket Kelemen Ottó, a 2014-es Házisörfőzők Versenyének győztese készítette. 2017-ben aranyérmes volt a Saison Witbier az Alltech Brews and Food Fair nemzetközi sörversenyén.

## Söreik
Söreik általában a klasszikus vonalat követik, bár kísérleteznek az egyedi ízvilággal. Állandó sörkínálatuk mellett szezonális sörökkel is rendelkeznek.
| - First Batch - Gentle Bastard IPA - Horizont American Pale Ale - Horizont Düsseldorf Altbier - Horizont Flamand Porter - Horizont Flamand Porter Bourbon Edition | - Horizont Golden Ale - Horizont Hidegkomlózott Lager - Horizont India Pale Ale - Horizont Japán Búza - Horizont Saison Witbier - Vanilla Milk Porter |